# Шу (Ен)
Шу (фр. Chouy) насеље је и општина у североисточној Француској у региону Пикардија, у департману Ен (Пикардија) која припада префектури Шато Тјери.
По подацима из 2011. године у општини је живело 395 становника, а густина насељености је износила 19,72 становника/km². Општина се простире на површини од 20,03 km². Налази се на средњој надморској висини од 173 метара (максималној 191 m, а минималној 72 m).

## Демографија
| 1962. | 1968. | 1975. | 1982. | 1990. | 1999. | 2011. |
| ----- | ----- | ----- | ----- | ----- | ----- | ----- |
| 251   | 306   | 278   | 239   | 269   | 318   | 395   |

График промене броја становника у току последњих година